# Joseph W. Sitati
 (janvier 2018).
Si vous disposez d'ouvrages ou d'articles de référence ou si vous connaissez des sites web de qualité traitant du thème abordé ici, merci de compléter l'article en donnant les références utiles à sa vérifiabilité et en les liant à la section « Notes et références ».
Joseph Wafula Sitati (né le 16 mai 1952), de Nairobi, Kenya, est membre du premier collège des soixante-dix de l'Église de Jésus-Christ des saints des derniers jours. Joseph W. Sitati est le premier Noir africain appelé comme Autorité générale de l'Église.

## Autorité générale de l'Église de Jésus-Christ des saints des derniers jours
Joseph W. Sitati a servi comme président de la mission de Calabar, Nigeria. Depuis sa conversion à l'Église en 1986, il a servi en tant que conseiller dans une présidence de branche, président de branche, président de district, conseiller d'un président de mission, président de pieu, soixante-dix d'interrégion et président de mission.
Joseph W. Sitati est la première Autorité générale d'Afrique noire de l'Église, il est la troisième Autorité générale d'ascendance africaine après Elie Abel, un Afro-Américain ordonné en 1839 au troisième collège des soixante-dix et Helvecio Martins, du Brésil (de 1990 à 1995).

## Responsabilités civiles
Joseph W. Sitati a obtenu une maîtrise en génie mécanique de l'Université de Nairobi, un diplôme en comptabilité et finances de l'"Association of Certified Accountants" et a suivi des cours pour obtenir un MBA. Il a travaillé en tant que cadre pour une organisation non gouvernementale et a occupé plusieurs postes-clés dans une compagnie pétrolière et gazière. Il a servi comme directeur international de la communication de l'Église en Afrique. Joseph W. Sitati et son épouse, Gladys Nangoni, sont parents de cinq enfants.